# Щитки

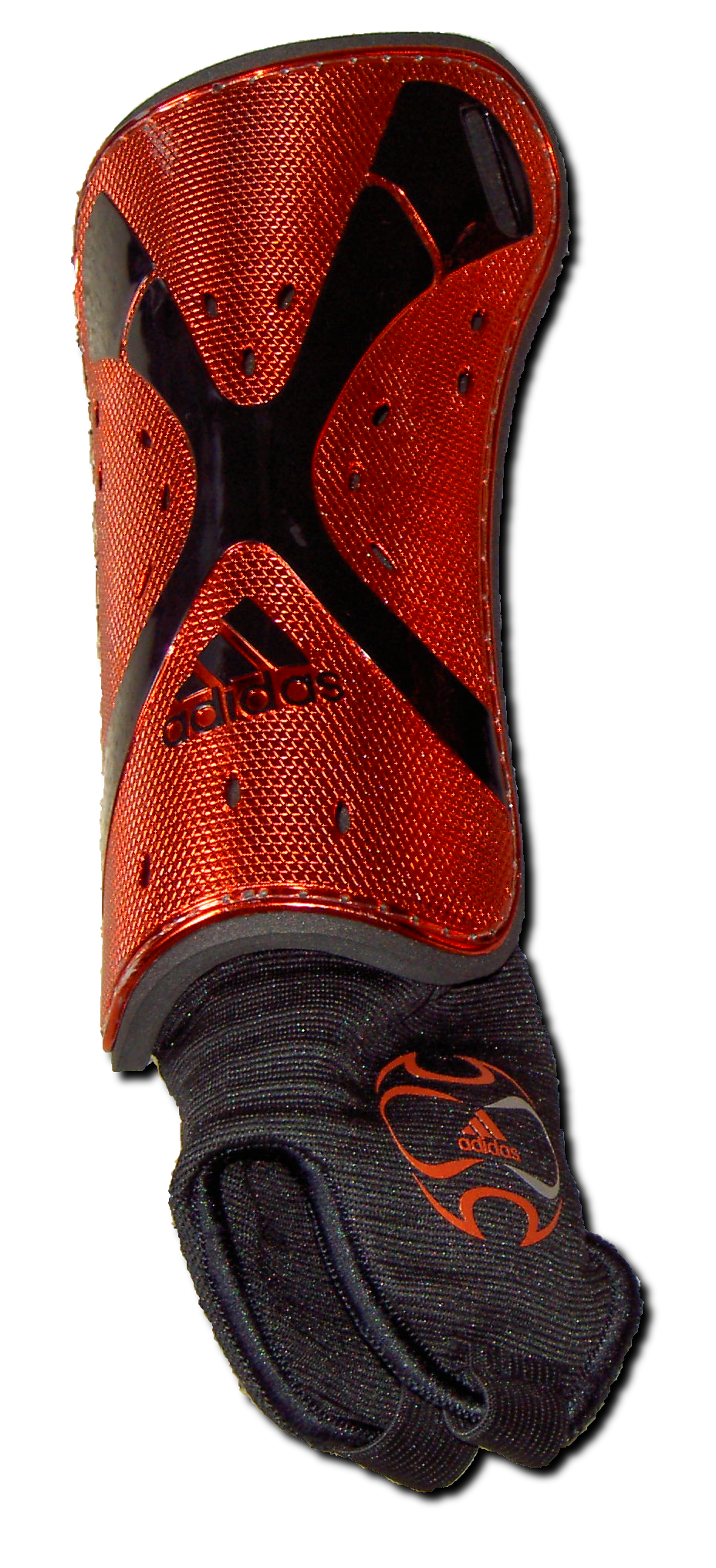
Футбольні щитки

Щитки (англ. shin guard) — елемент спортивної екіпіровки, широко використовуваний у футболі, регбі, бейсболі, хокеї, та інших видах спорту, де це вважається необхідним. Щитки прикривають передню частину гомілки та захищають її від цілого ряду серйозних травм.

## Призначення щитка
Основна функція щитка полягає в розподілі навантаження по всій поверхні, зменшуючи, таким чином, навантаження від ударів. Матеріали, з яких виготовляють щитки, мають енергопоглинаючі характеристики і оберігають ногу спортсмена від травмування. Щитки не поглинають велику кількість енергії, тому нездатні запобігти травмуванню у випадку завдавання ударів великої сили.

## Матеріали
Сучасні щитки виготовляють з наступних синтетичних матеріалів:
Скловолокно — жорсткий, міцний і легкий матеріал
Мікропориста гума — легкий, але не настільки міцний матеріал, як скловолокно
Поліуретан — важкий і міцний матеріал, який забезпечує найкращий захист від можливих травм
Пластик — легкий матеріал з невеликим ступенем захисту.

## З якою метою використовують щитки
Велика гомілкова кістка значною мірою залишається незахищеною уздовж передньої медіальної поверхні, оскільки вона знаходиться безпосередньо під шкірою, а тому їй не вистачає амортизації, яку мають інші кістки, оточені м'язами. Тому гомілка більш схильна до отримання травм в результаті завданих по ній ударів, аж до переломів. Такі травми є дуже болючими, тому що надкісниця має багато больових рецепторів.

## Використання у футболі
Футбольні щитки застосовуються як невід'ємний атрибут футбольної форми. Вони призначені, перш за все, для захисту ніг від фізичних ушкоджень. Щитки бувають двох видів — з системою захисту щиколотки та ахіллового сухожилля і без неї.
Щиток із системою захисту щиколотки та ахіллового сухожилля. Цей тип щитка забезпечує додатковий захист щиколотки. Панчоха під ногою допомагає утримувати щиток на місці. Потовщення навколо щиколотки зменшує відчуття м'яча, але краще оберігає гравця від можливих травм.
Щиток без системи захисту щиколотки та ахіллового сухожилля. Цей тип футбольного щитка легший, зручніший, менше сковує рухи, дешевий, але він менш оберігає футболіста від можливих травм.
Воротар Джо Аньон стверджує, що щитки врятували йому кар'єру. В результаті зіткнення в нього виявилася зламана нога. Якби Аньон грав без щитків, травма виявилася б набагато серйознішою.